# 美好年华研习社
美好年华研习社是芒果TV推出的一檔女性古裝（漢服）综艺秀。节目组邀约12位青年艺人成为常駐社员。女藝人在節目中穿著古裝飾演中國古代女性人物。該節目於2022年8月7日于湖南卫视、芒果TV上首播。